# Чарлс Хауард
Чарлс Хауард (1536 – 1624) је био енглески адмирал.

## Биографија
Децембра 1587. године, Хауард је постављен за команданта енглеске ратне морнарице. Безуспешно је покушао да уништи бродове Шпанске армаде док су се још припремали за поход. Јула 1588. године је напао Шпанску армаду у Ламаншу и у седмодневној бици јој нанео тешке губитке и растројио је. Заслужан је за темељну реорганизацију ратне морнарице. Јуна 1596. године заузима Кадис и спаљује мноштво бродова задобијајући огроман плен. Почетком следеће године, Хауард је именован командантом свих оружаних снага Енглеске.